# Приймак, Владислав Андреевич
Владисла́в Андре́евич Прийма́к (укр. Владислав Андрійович Приймак; род. 30 августа 1996, Симферополь) — украинский футболист, полузащитник клуба «Оболонь».

## Биография
Футболом начал заниматься в Ивано-Франковске, куда семья переехала из Симферополя, когда Владиславу было 6 лет. Первый тренер — Гогиль Игорь Михайлович.
В ДЮФЛУ выступал за ивано-франковское «Прикарпатье», а после расформирования клуба недолго поиграл в чемпионате области за ФК «Галич».
С начала сезона 2012/13 играл в ДЮФЛ за киевское «Динамо». Со следующего сезона был включен в структуру клуба и стал выступать за юношеские команды. В чемпионате Украины среди юношеских команд дебютировал 7 августа 2013 года в матче против одесского «Черноморца» (2:1). Всего провел в составе бело-синих два сезона, но выступал исключительно за юношескую и молодежную команду.
С 2015 года снова стал играть в чемпионате области за «Нику», а со следующего года стал игроком франковского «Прикарпатье», в составе которого в 2016 году и дебютировал на взрослом уровне, сыграв за полтора сезона 43 матча во Второй лиге, забив 5 голов.
В начале 2018 года перешёл в клуб высшего дивизиона «Верес», в составе которого 11 марта дебютировал в Премьер-лиге в матче против «Динамо» (Киев), выйдя на замену на 87 минуте вместо Артура Западни. После завершения сезона «Верес» слился со «Львовом», где и продолжили выступать большинство игроков, в том числе и Приймак. Во львовской команде провёл следующие два сезона, сыграв в 46 играх и в июле 2020 года покинул клуб.
В сентябре 2020 года подписал соглашение с перволиговой «Волынью».